# Rhiannon Roberts
Rhiannon Beth Roberts, detta Razza (Chester, 30 agosto 1990), è una calciatrice inglese naturalizzata gallese, difensore del Betis e della nazionale gallese.

## Palmarès

### Club
- Campionato inglese di seconda divisione: 1

Doncaster Rover Belles: 2017-2018